# Paullinia marginata
Paullinia marginata är en kinesträdsväxtart som beskrevs av Giovanni Casaretto. Paullinia marginata ingår i släktet Paullinia och familjen kinesträdsväxter. Inga underarter finns listade i Catalogue of Life.